# Byrrhinus apicalis
Byrrhinus apicalis är en skalbaggsart som beskrevs av Maurice Pic 1922. Byrrhinus apicalis ingår i släktet Byrrhinus och familjen lerstrandbaggar. Inga underarter finns listade i Catalogue of Life.